# Pentoxyde de diiode
Le pentoxyde de diiode, aussi appelé pentoxyde d'iode, est un composé chimique de formule I2O5. Il s'agit de l'anhydride de l'acide iodique, et il constitue un oxyde d'iode stable.
Il est produit en déshydratant l'acide iodique (un oxoacide) sous un flux d'air chaud :
{\displaystyle {\ce {2 HIO3 ->[{200°C}] I2O5 + H2O}}}

## Réactions
Le pentoxyde de diiode oxyde facilement le monoxyde de carbone CO en dioxyde de carbone CO2, produisant alors du diiode I2 à température ambiante :
{\displaystyle {\ce {5 CO + I2O5 -> I2 + 5 CO2}}}
Il permet ainsi d'analyser la concentration d'un gaz en monoxyde de carbone. Il forme des sels iodyle [IO2+] en réagissant avec le trioxyde de soufre SO3 et le peroxyde de bis(fluorosulfuryle) S2O6F2 et des sels iodosyle [IO+] en présence d'acide sulfurique concentré.